# Mirin
A mirin (japánul 味醂 vagy みりん, mirin) a japán konyhában főzésre használatos rizsből készült bor. Hasonló a szakéhoz, de alacsonyabb az alkoholtartalma, a cukortartalma pedig magasabb. 
Sárga színű, édes folyadék. Cukortartalma 40-50%, alkoholtartalma 14%. Alapvető ételízesítő, főleg levesekhez, halételekhez, mártásokhoz használják, emellett fontos alapanyaga a terijaki szósznak. Melegítés hatására elveszti alkoholtartalmát. Elnyomja a halszagot, élelmiszer alapanyag, segíti az ízek felszívódását és megakadályozza, hogy az ételek összeessenek. Édes ízt ad az ételeknek, sokszor használják cukor helyett. Régen barna színe volt, de törekedtek egy világosabb színre, így mára különböző gyártási módszerekkel világosbarna színe lett. Ezt siromirinnek, vagyis fehér mirinnek nevezik.

## Készítése
Hagyományosan  kodzsi-rizsből (tenyésztett rizs), sócsiból (desztillált alkohol)  és  mocsi goméból (ragacsos, teljes kiőrlésű rizs) készítik. Ezeket összekeverik, majd szobahőmérsékleten, fahordókban 60 napig érlelik, préselik és utána leszűrik. Különféle ízesítőket is tesznek hozzá.
Az erjesztés során a keményítő cukorrá alakul. A desztillált alkohol megakadályozza, hogy a cukor alkohollá váljon, ennek eredményeképp egy nagyon édes folyadék jön létre. Ezalatt az idő alatt a rizsben lévő fehérjéből aminosavak keletkeznek, amelyek a mirin ízéért felelősek.  Ezután elválasztják a szilárd és folyékony összetevőket, a folyadékot még 200 napig erjesztik. A pépes részt is felhasználják: megtisztítják, zöldségeket tesznek bele és ízletes cukemono lesz belőle.

## Fajtái
1. Honmirin (本みりん、ほんみりん, honmirin)
Hon-valódi, igazi. Siro mirinnek is nevezik. Hagyományos módon elkészített mirin. Összetevői csak  a mocsi gome, koji rizs és 11,5-12,5%-os alkohol. Ha más fűszereket is tesznek bele, már nem lesz igazi hon mirin.
2. Siomirin (塩みりん、しおみりん, siomirin)
Sós mirin, sót adnak hozzá, az alkoholtartalma alacsonyabb.
3. みりん風調味料 (みりんふうちょうみりょう,　mirin-fúcsómirjó)
Nem nevezhetjük valódi mirinnek, bár mirin íze van, inkább csak mirin ízesítő, mirin ízű fűszer. Alkoholtartalma alig 1%.

## Története
Eleinte nem fűszerezésre használták, hanem alkoholos italként fogyasztották, csak később kezdték el ételek ízesítésére felhasználni. Az Edo-korban luxuscikknek számított.Gyógyszerként is alkalmazták. Származása nem tisztázott, több elmélet is létezik.
Az egyik szerint Kínából került át Japánba. Kínában a 15. század környékén létezett egy mirin nevezetű, édes alkoholos ital, ami a háborúk során jutott el Japánba. Egy másik elméletben azt állítják, már régóta létezik Japánban, és onnan is származik.